# Haworthia mirabilis var. triebneriana
Haworthia mirabilis var. triebneriana, una variedad de Haworthia mirabilis, es una  planta suculenta perteneciente a la familia Xanthorrhoeaceae. Es originaria de Sudáfrica.

## Descripción
Es una planta suculenta perennifolia que alcanza un tamaño de 35 a 50 cm de altura. Se encuentra a una altitud de hasta 500 metros en Sudáfrica.

## Taxonomía
Haworthia mirabilis var. triebneriana fue descrita por (Poelln.) M.B.Bayer y publicado en Haworthia Revisited 113, en el año  1999.
Sinonimia
- Haworthia mirabilis f. rubrodentata (Triebner & Poelln.) Pilbeam
- Haworthia nitidula Poelln.
- Haworthia rossouwii Poelln.
- Haworthia triebneriana Poelln. basónimo
- Haworthia triebneriana var. depauperata Poelln.
- Haworthia triebneriana var. multituberculata Poelln.
- Haworthia triebneriana var. napierensis Triebner & Poelln.
- Haworthia triebneriana var. pulchra Poelln.
- Haworthia triebneriana var. rubrodentata Triebner & Poelln.
- Haworthia triebneriana var. subtuberculata Poelln.
- Haworthia triebneriana var. turgida Triebner
- Haworthia willowmorensis Poelln.[4]